# Golliwog

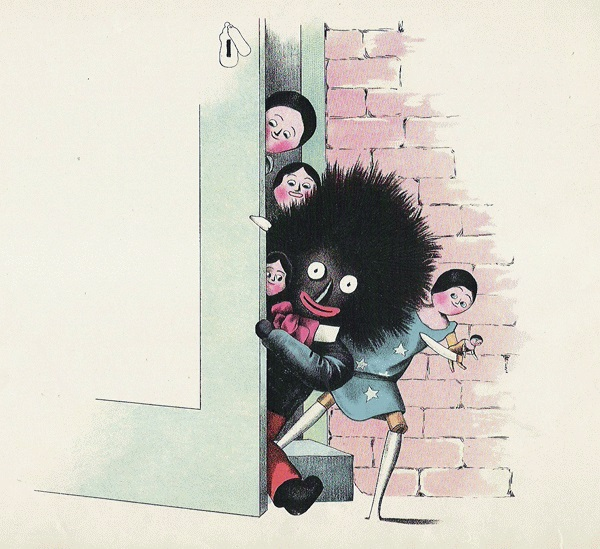
Uptons Golliwog, publiziert 1895

Golliwog (auch: Golliwogg) ist eine Kinderbuchfigur der britischen Illustratorin Florence Upton mit schwarzem Gesicht und schwarzen abstehenden Haaren. In Uptons Buch von 1895 The Adventures of two Dutch Dolls and a Golliwogg wird Golliwog mit Grödner Drechselpuppen reichlich illustriert. 
Inspiriert von den Minstrel Shows in den Vereinigten Staaten veröffentlichte Upton 1895 erstmals Kinderbücher mit der Golliwog-Figur. Der Kinderbuchmarkt in Großbritannien war zu diesem Zeitpunkt noch nicht sehr stark entwickelt – technische Innovationen machten es jedoch zunehmend möglich, farbig illustrierte Bücher vergleichbar preisgünstig auf den Markt zu bringen. 
Upton veröffentlichte aufgrund des Erfolges weitere 13 Golliwog-Bücher mit ähnlichem Erfolg.

## Golliwogpuppen

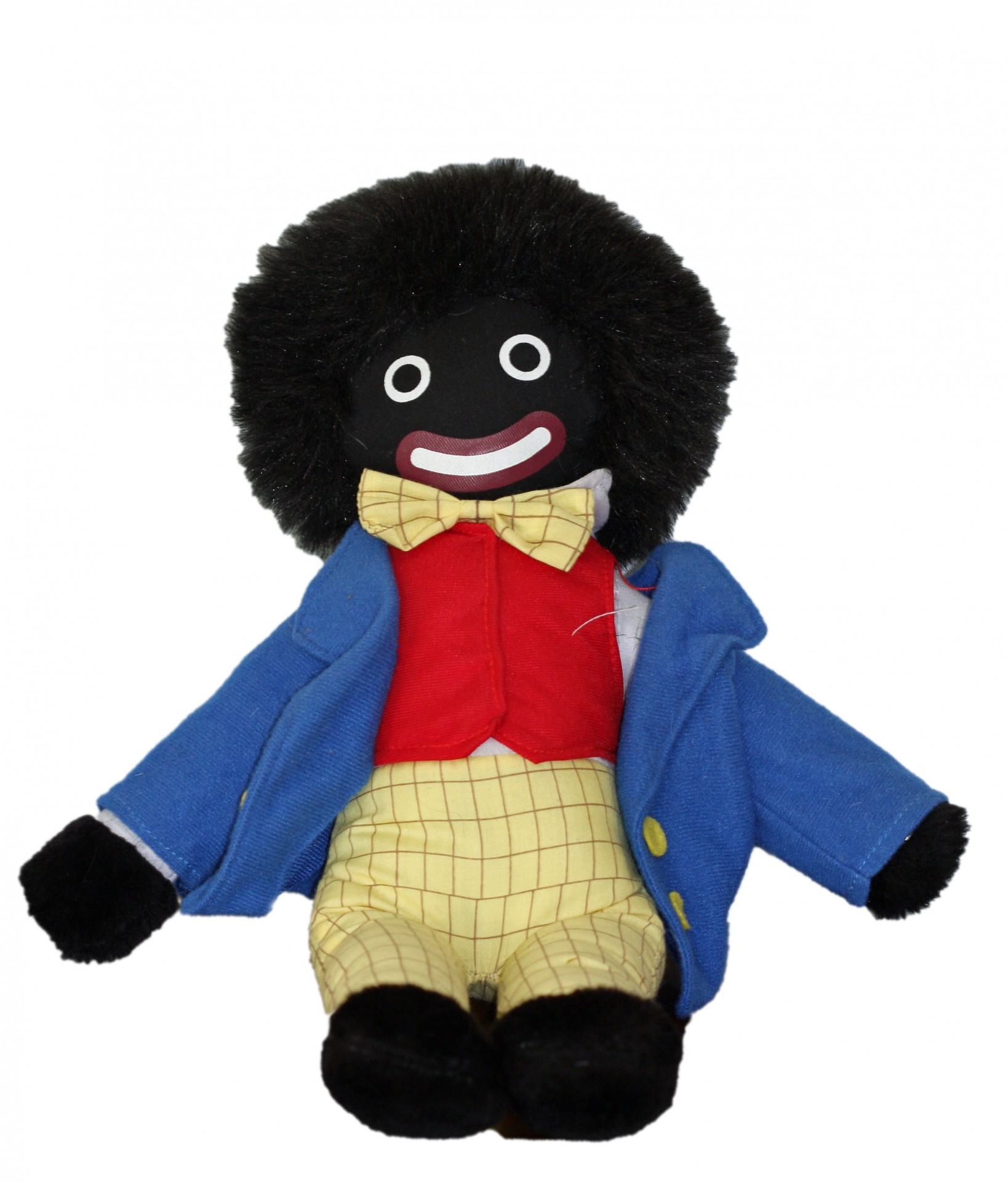
Golliwogpuppe

Trotz des Erfolgs der Bücher wurde die Figur des Golliwog nicht markenrechtlich geschützt. Der Figur nachempfundene Puppen wurden insbesondere in der zweiten Hälfte des 20. Jahrhunderts ein großer Verkaufserfolg. Insbesondere für Jungen sah man die Golliwogpuppen als angemessener an als Kuscheltiere oder Puppen, die eher als mädchenhaft gesehen wurden.

## Rassismuskritik
Die Figur des Golliwog wurde als schwarzer Gnom und „Negerpuppe“ früh zu einem rassistischen Stereotyp für afroamerikanische und andere schwarze Menschen. Im Zuge der zunehmenden Sensibilisierung für die rassistische Konnotation von Minstrel Shows und Blackface-Figuren gerieten Golliwogpuppen ebenfalls ab den 1970er und 1980er Jahren außer Mode.

## Rezeption
Claude Debussy benannte nach der Golliwog-Puppe ein Klavierstück aus dem Zyklus Children’s Corner: Golliwogg’s Cake-walk. Auch der Paarschreittanz Cakewalk, den übertriebene Verrenkungen der Tänzer kennzeichnen und der Anfang des 20. Jahrhunderts in Europa sehr modern war, ist aus den Minstrel Shows entnommen. Der Erfolg der Golliwog-Bücher trug maßgeblich dazu bei, dass auch die Bildergeschichten von Beatrix Potter einen Verleger fanden. Die Geschichte von Peter Hase wurde 1903 vom Verlag Frederick Warne & Company veröffentlicht, weil man sich diesen lukrativen Markt nicht entgehen lassen wollte.
Die britische Marmeladen-Marke Robertson's verwendete einen Golliwog genannt Golly 91 Jahre lang, von 1910 bis 2001, als Markenmaskottchen. Die Figur tauchte auf den Marmeladengläsern der Firma auf, zudem erschienen zahlreiche bei Sammlern begehrte Golly-Sammelobjekte wie Pins und Spielfiguren. Durch die zunehmende Rassismusdebatte geriet die Figur als Markenbotschafter jedoch zunehmend in die Kritik und wurde 2001 abgeschafft. Die Firma bestritt jedoch, dass die Abschaffung mit der Rassismuskritik um die Figur zu tun habe und behauptete, dass sie vielmehr deshalb erfolgt sei, da die Figur vor allem bei Kindern zunehmend wenig bekannt sei.
Bevor die amerikanische Rockgruppe Creedence Clearwater Revival zu ihrem endgültigen Namen kam, hieß sie bis 1967, auf Initiative ihrer Plattenfirma hin, „The Golliwogs“.
Im australischen Spielfilm Der kleine Tod von 2014 muss sich der verurteilte Sexualstraftäter Steve bei all seinen Nachbarn vorstellen und überreicht ihnen dazu ein Geschenk aus selbst gebackenen Golliwog-Plätzchen, die, so die Zeitschrift Epd Film, etwa dem „hierzulande bekämpften ‚Negerkuss‘“ entsprächen.

## Einzelbelege
1. ↑  Linda Lear: Beatrix Potter – The extraordinary life of a Victorian genius. Penguin Books, London 2007, ISBN 978-0-141-00310-8. S. 143.
2. 1 2 3 4 5 6  Rodney P. Carlisle: Encyclopedia of Play in Today’s Society. Band 1, SAGE Publications, Thousand Oaks 2009, S. 280.
3. ↑  The Golliwog Caricature - Anti-black Imagery - Jim Crow Museum - Ferris State University. Abgerufen am 28. August 2020.
4. ↑  Vgl. etwa www.welt.de.
5. ↑  Linda Lear: Beatrix Potter – The extraordinary life of a Victorian genius. Penguin Books, London 2007, ISBN 978-0-141-00310-8. S. 144
6. ↑  Owen Bowcott: Time runs out for Robertson's golly. In: The Guardian. 23. August 2001, ISSN 0261-3077 (theguardian.com [abgerufen am 7. Oktober 2023]).
7. ↑  Kritik zu Der kleine Tod | epd Film. Abgerufen am 29. Mai 2020.